# Naour
Naour (a veces también escrito como Naúr; en árabe, ناعور) es una ciudad en la gobernación de Amán, en Jordania. Tiene una población de 32.337 habitantes (censo de 2015). Se encuentra al suroeste de Amán de cuya área metropolitana forma parte. Es la región número 26 en el Gran Amán. Comprende 26 barrios o zonas residenciales. Naour tiene aproximadamente 87 km², es decir, el 5,19% del total del paisaje del Gran Amán.